# Бойд, Алан Стивенсон
Алан Стивенсон Бойд (англ. Alan Stephenson Boyd; 20 июля 1922, Джэксонвилл, Флорида — 18 октября 2020) — американский государственный деятель, первый министр транспорта США (1967—1969).

## Биография
Окончил Флоридский университет (1941), затем участвовал во Второй мировой войне, служил в военно-воздушных силах, которые тогда входили в состав армии США. После войны поступил в Виргинский университет, где получил степень бакалавра права (1947). Занимался юридической практикой во Флориде, входил в комиссию по изучению регулирования транспортной отрасли.
В 1959 году президент Дуайт Эйзенхауэр назначил Бойда членом Совета по гражданской авиации, а при его преемнике, Джоне Кеннеди, он был повышен до председателя. Возглавляя совет, Бойд поддерживал сокращение пассажирских тарифов авиаперевозок, а также выделение правительственных субсидий на развитие авиасообщения между малыми городами. В 1965 году был назначен заместителем министра торговли по вопросам транспорта президентом Линдоном Джонсоном. На этой должности он был непопулярен среди профсоюзных лидеров за поддержку сокращения государственного регулирования морского судоходства и осуждение «фезербединга» железнодорожников. Был сторонником создания единого исполнительного органа, который объединил бы все правительственные агентства, связанные с транспортом.
В ноябре 1966 года Бойд был назначен первым министром транспорта США. Отвечал за различные вопросами, включая аэропорты, систему управления воздушным движением, автомобильную безопасность, обучение водителей, борьбу с вождением в нетрезвом состоянии и программу по благоустройству автомагистралей (проект первой леди Леди Бёрд Джонсон), а также контроль над финансированием системы межштатных автомагистралей. Безуспешно пытался развивать пассажирские железнодорожные перевозки.
После вступления в должность президента Ричарда Никсона в январе 1969 года, Бойд покинул министерство транспорта и возглавил Центральную железную дорогу Иллинойса (занимал эту должность с 1969 по 1972 год). Впоследствии был президентом железнодорожной компании Amtrak (1978—1982) и президентом Airbus Industrie.